# 夢を見るかもしれない
『夢を見るかもしれない』（ゆめをみるかもしれない）、または『おそらくは夢を』（おそらくはゆめを、原題：Perchance to Dream）は、アメリカの作家ロバート・B・パーカーが執筆したハードボイルド小説。1991年に刊行された。私立探偵フィリップ・マーロウを主人公とする長編シリーズの第9作となり、『大いなる眠り』の続編にあたる。パーカーが手がけたうちでは2作目で最後の作品であり、レイモンド・チャンドラーの未完の遺稿を基にした前作『プードル・スプリングス物語』（1989年刊行）とは異なりパーカーのみの手による。
題名はシェイクスピアの戯曲『ハムレット』の、有名な "To be, or not to be" で始まる独白の一節からとられている。日本語版の訳題のいずれもそれを踏まえている。

## あらすじ
私立探偵のフィリップ・マーロウは『大いなる眠り』で関わったスターンウッド家の執事ノリスから失踪人捜索の依頼を受けて、その邸を再び訪れる。当主であった将軍はすでに亡く、長女のヴィヴィアンは精神を病んだ妹のカーメンをサナトリウムに入院させた。ところが、ある日突然カーメンは失踪し、追い込まれたヴィヴィアンは、自分に恋をするやくざなクラブ経営者エディ・マースに妹を探し出すように依頼する。しかし、行方を追い始めたマーロウの前に、巨大な権力が立ちはだかる。

## 登場人物
- フィリップ・マーロウ：主人公。私立探偵。
- ヴィヴィアン・リーガン：スターンウッド家の長女。
- カーメン・スターンウッド：ヴィヴィアンの妹。
- ヴィンセント・ノリス：執事。
- エディ・マース：〈サイプレス・クラブ〉の経営者。
- クロード・ボンセンティール：サナトリウム　レストヘイヴン・クリニックの所長。
- ノーマン・スウェイズ：同患者。
- ランドルフ・シンプスン：石油王。
- ジーン・ラドニック：シンプスンの秘書。
- チャールズ・ガーデニア：ランチョ・スプリングズ開発の共同経営者。
- セシル・コールマン：ランチョ・スプリングズ警察署長。
- ヴァーン：同巡査部長。
- ローラ・モンフォート：女優。
- ポーリン・スノウ：地方紙の社主。
- アル・グレゴリー：ロサンゼルス市警察失踪人課の警部。過去にマーロウと一緒に事件捜査にあたったことがあり、旧知の仲。
- タガード・ワイルド：地方検事。バーニィ・オウルズとかつてのマーロウの上司。
- バーニィ・オウルズ：地方検事局の主任捜査官。物語の途中より殺人事件の捜査に関わってくる。地方検事局にマーロウが勤めていた頃の上司で、彼の腕前を認めている。ヴィヴィアン・リーガンの捜索を続けるマーロウの身を案じる。『大いなる眠り』『高い窓』『さらば愛しき女よ』『プードル・スプリングス物語』に登場する。

## 日本語訳
| 出版年       | タイトル             | 出版社   | 文庫名等                        | 訳者     | 巻末         | ページ数 | ISBNコード     | カバーデザイン | 備考 |
| ------------ | -------------------- | -------- | ------------------------------- | -------- | ------------ | -------- | -------------- | -------------- | ---- |
| 1992年8月1日 | 夢を見るかもしれない | 早川書房 | ハヤカワ・ノヴェルズ（単行本）  | 石田善彦 | 訳者あとがき | 252      | 978-4152077561 | 装幀 藤田新策  |      |
| 2007年1月1日 | おそらくは夢を       | 早川書房 | ハヤカワ・ミステリ文庫HM 110-40 | 石田善彦 | 関口苑生     | 316      | 978-4150756901 | 唐仁原教久     |      |